# Pereval Terekdavan
Pereval Terekdavan (ryska: Перевал Терекдаван) är ett bergspass i Kirgizistan.   Det ligger i oblastet Osj, i den sydvästra delen av landet, 300 km söder om huvudstaden Bisjkek. Pereval Terekdavan ligger 4 124 meter över havet.
Terrängen runt Pereval Terekdavan är kuperad åt sydost, men åt nordväst är den bergig. Pereval Terekdavan ligger uppe på en höjd. Runt Pereval Terekdavan är det mycket glesbefolkat, med 7 invånare per kvadratkilometer. Närmaste större samhälle är Sopu-Korgon, 18,3 km väster om Pereval Terekdavan. Trakten runt Pereval Terekdavan består i huvudsak av gräsmarker.